# 八木透
八木 透（やぎ とおる、1955年5月16日 - ）は、日本の民俗学者。佛教大学歴史学部歴史文化学科教授。専門は民俗学・文化人類学・家族史。
プロダクション・エース所属の声優を務める八木岳は子息。

## 経歴
京都府京都市の祇園祭鉾町の家系に生まれ、京都で育つ。
1978年3月に同志社大学文学部文化学科を卒業して、佛教大学大学院文学研究科に進む。1981年3月に修士課程を修了後、1984年3月に博士課程を単位取得満期退学した。
1987年4月に佛教大学文学部史学科助手となる。以後専任講師（1989年）、助教授（1993年）を経て、2000年4月に教授に就任した。2002年3月に「婚姻と家族の民俗的構造」で佛教大学より博士（文学）の学位を取得した。大学での所属はその後、文学部人文学科（2004年）、歴史学部歴史文化学科（2010年）と変わった。

## 祇園祭との関わり
祇園祭の囃子方も務めた父とは対照的に東京から嫁いだ母は京都自体によい印象を抱かなかったため、八木自身も高校生の頃まで祇園祭への関心は乏しかったが、その後地元の行事も知らずに民俗学者になれないという思いから興味を持つに至った。
祇園祭綾傘鉾保存会理事などの役職を歴任した。佛教大学の学生や卒業生とともに、後継者不足など祇園祭の維持が危ぶまれる事態を防ぐために行事に参加し、途絶えた催しが復活したようなケースもある。

## 著書

### 単著
- 『婚姻と家族の民族的構造』吉川弘文館<日本歴史民俗叢書>、2001年（オンデマンド版2024年）ISBN 978-4-64277361-4
- 『京のまつりと祈り―みやこの四季をめぐる民俗』昭和堂、2015年
- 『日本の民俗信仰を知るための30章』淡交社、2019年

### 編著
- 『民俗学の視座―関西のフィールドワークより』佛教大学通信教育部、2000年
- 『フィールドから学ぶ民俗学―関西の地域と伝承』昭和堂、2000年
- 『日本の通過儀礼』思文閣出版<佛教大学鷹陵文化叢書4>、2001年
- 『京都の夏祭りと民俗信仰』昭和堂、2002年
- 『京都愛宕山と火伏せの祈り』昭和堂、2006年
- 『新・民俗学を学ぶ―現代を知るために』昭和堂、2013年
- （比較家族史学会）『現代家族ペディア』弘文堂、2015年

### 共著
- 『家族と死者祭祀』（孝本貢都の共著）早稲田大学出版部<シリーズ比較家族9>、1997年
- 『図解雑学　こんなに面白い民俗学』（政岡伸洋との共著）ナツメ社、2004年
- 『男と女の民俗史』（山崎祐子・服部誠と共著）吉川弘文館<日本の民俗7>、2008年 ISBN 978-4-64207874-0
- 『歴史人口学と比較家族史』（落合恵美子・小島宏と共著）早稲田大学出版部<シリーズ比較家族第3期5>、2009年
- 『歴史と地域のなかの神楽』（斎藤英喜・星優也と共著）法蔵館、2023年

### 監修
- 鵜飼均 編著『愛宕山と愛宕参り』佛教大学アジア宗教文化情報研究所、2004年
- 『御朱印ブック』日本文芸社、2010年
- 『幸せが舞いこむ御朱印ハンドブック』辰巳出版、2012年
- 『御朱印 見かた・楽しみかた』メイツ出版、2012年
- 『知っておきたい 日本の札所めぐり 歩き方・楽しみ方 徹底ガイドブック』メイツ出版、2013年
- 『はじめての御朱印ガイド』宝島社、2015年
- 「全国御朱印図鑑」編集委員会『全国御朱印図鑑』SBクリエイティブ、2015年
- 『戦国武将ゆかりの神社とお寺でいただく御朱印ハンドブック』辰巳出版、2017年
- 『図録全国の美しい御朱印』マイナビ出版、2017年
- 『江戸・幕末・維新志士ゆかりの地でいただく御朱印ハンドブック』辰巳出版、2017年
- 『開運&幸せを呼び込む おみくじ集めハンドブック』辰巳出版、2017年
- 『御朱印のひみつ 見かた・楽しみかたがわかる本』メイツ出版、2018年
- 『えんぴつで書く御詠歌 「西国三十三所」 なぞり書きでめぐる札所霊場』メイツ出版、2018年
- 『季節でめぐる絶景の寺社 御朱印ハンドブック』辰巳出版、2018年
- 『幸せが舞い込む御朱印ブック』コスミック出版〈COSMIC MOOK〉、2018年
- 『ほっとする神社とお寺図鑑』リベラル社、2021年
- 『「札所めぐり」のひみつ 歩き方・楽しみ方がわかる本 朱印集め・寺社巡礼超入門』メイツユニバーサルコンテンツ、2021年
- 『日本の鬼図鑑』（青幻舎、2021年）
- くぼこまき『東京23区ご利益!参道めし』WAVE出版、2023年